# Чемпионат АСЕАН по пляжному футболу
Чемпионат АСЕАН по пляжному футболу (англ. AFF Beach Soccer Championship) — турнир по пляжному футболу для мужских национальных сборных, который проводится в Юго-Восточной Азии. Организатором турнира является Федерация футбола АСЕАН (AFF).
Впервые турнир был сыгран в 2014 году в малайзийском городе Куантан. В финал первого розыгрыша вышли Вьетнам и Малайзия, а победу праздновали хозяева, победившие со счётом (6:4). Следующий розыгрыш должен был состояться спустя два года в Дананге, Вьетнам, но главный спонсор — малайзийское государственное Федеральное управление землеустройства (FELDA), отказалось от финансирования из-за возникших трудностей. В итоге второй по счёту турнир состоялся в 2018 году на Бали, Индонезия, где триумфатором оказались сборная Вьетнама. Спустя год было решено провести третий чемпионат стран АСЕАН, победителем которого стал Таиланд.
Последний розыгрыш турнира состоялся в 2022 году и во второй раз победу в нём одержали таиландцы.

## Результаты
| Год  | Место     | Уч. | Призёры    | Призёры   | Призёры   | Призёры    |
| Год  | Место     | Уч. | Победитель | 2-е место | 3-е место | 4-е место  |
| ---- | --------- | --- | ---------- | --------- | --------- | ---------- |
| 2014 | Малайзия  | 8   | Малайзия   | Вьетнам   | Таиланд   | Лаос       |
| 2018 | Индонезия | 5   | Вьетнам    | Таиланд   | Малайзия  | Индонезия  |
| 2019 | Таиланд   | 5   | Таиланд    | Вьетнам   | Малайзия  | Афганистан |
| 2022 | Таиланд   | 3   | Таиланд    | Малайзия  | Индонезия | —          |

## Медальный зачёт
| № | Команда   | Золото | Серебро | Бронза | Всего |
| - | --------- | ------ | ------- | ------ | ----- |
| 1 | Таиланд   | 2      | 1       | 1      | 5     |
| 2 | Вьетнам   | 1      | 1       | 0      | 2     |
| 3 | Малайзия  | 1      | 1       | 2      | 4     |
| 4 | Индонезия | 0      | 0       | 1      | 1     |

## Лучшие игроки
| Год  | Лучший игрок            |
| ---- | ----------------------- |
| 2019 | Комкрит Нанан (Таиланд) |